# フツーの会社員だった僕が、青山学院大学を箱根駅伝優勝に導いた47の言葉
『フツーの会社員だった僕が、青山学院大学を箱根駅伝優勝に導いた47の言葉』（フツーのかいしゃいんだったぼくが、あおやまがくいんだいがくをはこねえきでんゆうしょうにみちびいた47のことば）は、原晋によって著された書籍。2015年11月21日にアスコムから出版された。
2017年の時点で刊行部数は10万部を突破している。

## 内容
2015年の東京箱根間往復大学駅伝競走（箱根駅伝）で青山学院大学陸上競技部は総合優勝して、同年10月の出雲全日本大学選抜駅伝競走（出雲駅伝）でも優勝する。こうして青山学院大学とは駅伝競走の強い学校であるというイメージを世間に植えつけた。このような青山学院大学の躍進の裏には監督の原晋の存在があり、本書ではなぜ会社員であった原が大学駅伝の監督となり、どのようにして箱根駅伝で優勝の偉業を達成できるようになったかが述べられている。
原が2004年に監督に就任した当時は箱根駅伝とは無縁で、青山学院大学陸上競技部は予選敗退するチームであった。現役選手時代は箱根駅伝や近代オリンピック出場などの華々しい経歴は皆無で、社会人となってからは営業職であった。だが営業職ではチームを作り上げるにはどうすれば良いかや、人を育てるとはどういうことなのかを学ぶ。このような事柄をスポーツの現場に持ち込むことで成功しようと思うようになり、青山学院大学陸上競技部の監督となり結果を出せるまでが述べられている。
この書籍では「柿の木作戦」という方法で選手のメンタルを強くしたと述べている。この名称は、柿の実を取るときにいきなり一番上の実を取ろうとはせず、まず少し手を伸ばせば届く実から取り、取った実がうまいと分かればさらに上の実に手を伸ばし、届かなければあれこれ工夫するという比喩に由来する。まず半歩先の目標を設定して、努力してその目標を達成して、成功体験で自信が積み重なりメンタルが強くなる。この積み重ねで箱根駅伝で優勝へ繋がったとしている。
キャプテンに求める資質は、チームが一番つらいときに明るく前向きな空気を作れるかどうかと、物事を前向きに捉えてそれを周りの人に伝える言葉を持っているかに尽きると述べられている。そして考える癖というのは「できる」を前提としてつけることが大切であり、「できない」を前提として考えるようになると、固定観念が邪魔をして利になるアイデアは何一つ生まれてこなくなると述べている。
コーチングをする前にティーチングをするということが述べられている。最初の段階はティーチング期として命令型の指導をする。このティーチング期に核となる部分を徹底させることに重きを置く。駅伝選手の場合はこの核を規則正しい生活と適切な栄養補給とする。朝5時に起床して、門限22時で、朝食と夕食は全員で食べて、掃除は全員で行うなどが定められている。遊びたい盛りの大学生にこのような生活を定着させるのは大変で、これを定着させるのには3年から5年ほどかかった。このティーチング期を飛ばしてコーチング期に入ったならば、「適当でちゃらい同好会のようなチーム」となる。長期の期間にわたっての指導方法を実践していったからこそ、今の青山学院大学陸上競技部があるとしている。
原は目標管理をビジネスの現場から陸上競技界に持ち込んだ。部員全員が個々の目標を達成するためには、学年やポジションの異なる者同士でのランダムなグループを作り、それぞれが設定した練習計画について話し合って、より達成可能な計画に仕上げていくということをしている。ランダムなグループにする理由は、置かれた立場が異なる部員が集まることで、目標を客観的に見直すことができるため。これはビジネスの現場では当たり前のことであったが、陸上競技会では監督が設定した目標を選手がこなすだけであったために革新的であった。
威勢が良く快活な体育会系の学生は素直で印象も良いが、原にとっては期待できる人材ではない。このような学生は監督の言うことには何でも答えるものの、練習でも試合でも監督を意識しやすく、監督の顔色をうかがうようになって自分のパフォーマンスを発揮できなくなるためであるとする。ビジネスの世界のように、人の指示を待たずに動けて考えられる人材が伸びる時代であり、上からの指示を素直に聞くだけでなく、与えられた条件で自分なりにアレンジできる柔軟な思考を持つように指導している。